# N.Y.式ハッピー・セラピー
『N.Y.式ハッピー・セラピー 』（ニューヨークしきハッピーセラピー、Anger Management）は、2003年のアメリカ合衆国のコメディ映画。監督はピーター・シーガル、出演はジャック・ニコルソンとアダム・サンドラーなど。気弱な男性（デイヴ）が怒り抑制セラピーを受けて巻き起こる騒動を描いている。ルドルフ・ジュリアーニ元N.Y.市長やヤンキースの選手、テニスプレイヤーのジョン・マッケンローなど有名人がカメオ出演している。

## ストーリー
ブルックリン、1978年。子供の頃のデイヴ・バズニック（アダム・サンドラー）は、初キス直前にいじめっ子のアーニーにズボンを下ろされ、それ以来公然の場でのキスがトラウマになってしまう。
それから25年後、大手ペット製品会社の課長代理（平社員）として太った猫用のスーツなどのデザインなどをするデイヴには、学校の教師をやっていて詩を愛するガールフレンドのリンダがいるが、リンダの元カレのアンドリューはデイヴの社長と友達で、デイヴが狙っている部長職を争っているエリート。優柔不断の性格を引きずっているデイヴは悶々としている。
そんなある日、デイヴは飛行機で乗り合わせた隣の客とのトラブルが広がり、悪質な客として罰金と「20時間の怒り抑制セラピー」を命じられる。ところがそのセラピストは、飛行機で隣席だったドクター・バディ・ライデル（ジャック・ニコルソン）だった。
ライデルは彼に「グース（息を吸う）フラバー（息を吐く）」というイヌイットの言葉を教え、なんとか自分の怒りをコントロールできるようになろうと頑張るデイヴだったが、ライデルの罠にはまって結局30日間の密着セラピーということになり、デイヴの生活は一変する。
朝はいつもより30分も早く起こされて朝食を作らされ、会社へ行く車の中では『ウェストサイド物語』の「I Feel Pretty」を歌わされ、ゲイと会話をさせられ、ボストンのバーでは美人をナンパするようライデルにそそのかされる。さらに仏教徒パナ・カマナナとして修行していた昔のいじめっ子・アーニーと真剣な取っ組み合いをして相手を倒す。
しかし、リンダをライデルがデートに誘い、自分が告白する予定だったニューヨーク・ヤンキースの試合観戦にまで行くことを知ってデイヴは大激怒。今まで何も言えなかった社長やアンドリューに反撃して、試合会場ではリンダに大告白し、公衆の眼前でキスすることで今までのトラウマを解消する。
これらはすべてリンダが仕立てた筋書きで、真実を知ったデイヴは、リンダやライデル、それに治療仲間（レズのカップルのステイジーとジーナ、バスケの試合で興奮するネイト、タバコを吸って気が短いチャック）たちと手をつないで「I Feel Pretty」をセントラル・パークで歌う。

## キャスト
※括弧内は日本語吹替（ソフト版）
- Dr.バディ・ライデル: ジャック・ニコルソン（池田勝）
- デイヴ・バズニック: アダム・サンドラー（森川智之）
  - 幼少期: ジョナサン・オッサー（田村聖子）
- リンダ: マリサ・トメイ（石塚理恵）
- チャック: ジョン・タトゥーロ（中博史）
- ケンドラ: ヘザー・グラハム（渡辺美佐）
- ジョン・マッケンロー: 本人（佐々木睦）
- ルー: ルイス・ガスマン（辻親八）
- アンドリュー: アレン・コヴァート（英語版）（姫野惠二）
- ダニエルズ判事: リン・シグペン（英語版）（真山亜子）
- フランク・ヘッド: カート・フラー（奥田啓人）
- ネイト: ジョナサン・ローラン（英語版）（田中英樹）
- ステイシー: クリスタ・アレン（英語版）（渡辺美佐）
- ジーナ: ジャニュアリー・ジョーンズ（水城レナ）
- ギャラクシア / ゲイリー: ウディ・ハレルソン（中田和宏）
- サム: ケヴィン・ニーロン（奥田啓人）
- アーニー・シャンクマン / パナ・カマナナ: ジョン・C・ライリー（木村雅史）
  - 幼少期: アラン・ジェームズ・モーガン（真山亜子）
- サラ・プラウマン: メリッサ・ミッチェル（沢城みゆき）

### カメオ出演
- ディレック・ジーター（ニューヨーク・ヤンキース選手）
- ロジャー・クレメンス（ニューヨーク・ヤンキース選手）
- ルドルフ・ジュリアーニ（元ニューヨーク市長）
- ボビー・ナイト（英語版）（NCAAインディアナ大学バスケットコーチ）
- ロバート・ルイス・メリル（オペラ歌手）
- ボブ・シェパード（ヤンキースタジアム専属アナウンサー）

## 作品の評価
Rotten Tomatoesによれば、批評家の一致した見解は「笑える瞬間がないわけではないと思ったが、『N.Y.式ハッピー・セラピー』は、特に有能なキャストを考えると、最終的には陳腐で期待外れの一本調子なものになってしまっている。」であり、194件の評論のうち高評価は42%にあたる82件で、平均点は10点満点中5.15点となっている。
Metacriticによれば、39件の評論のうち、高評価は12件、賛否混在は23件、低評価は4件で、平均点は100点満点中52点となっている。